# 公爵宮 (烏爾比諾)

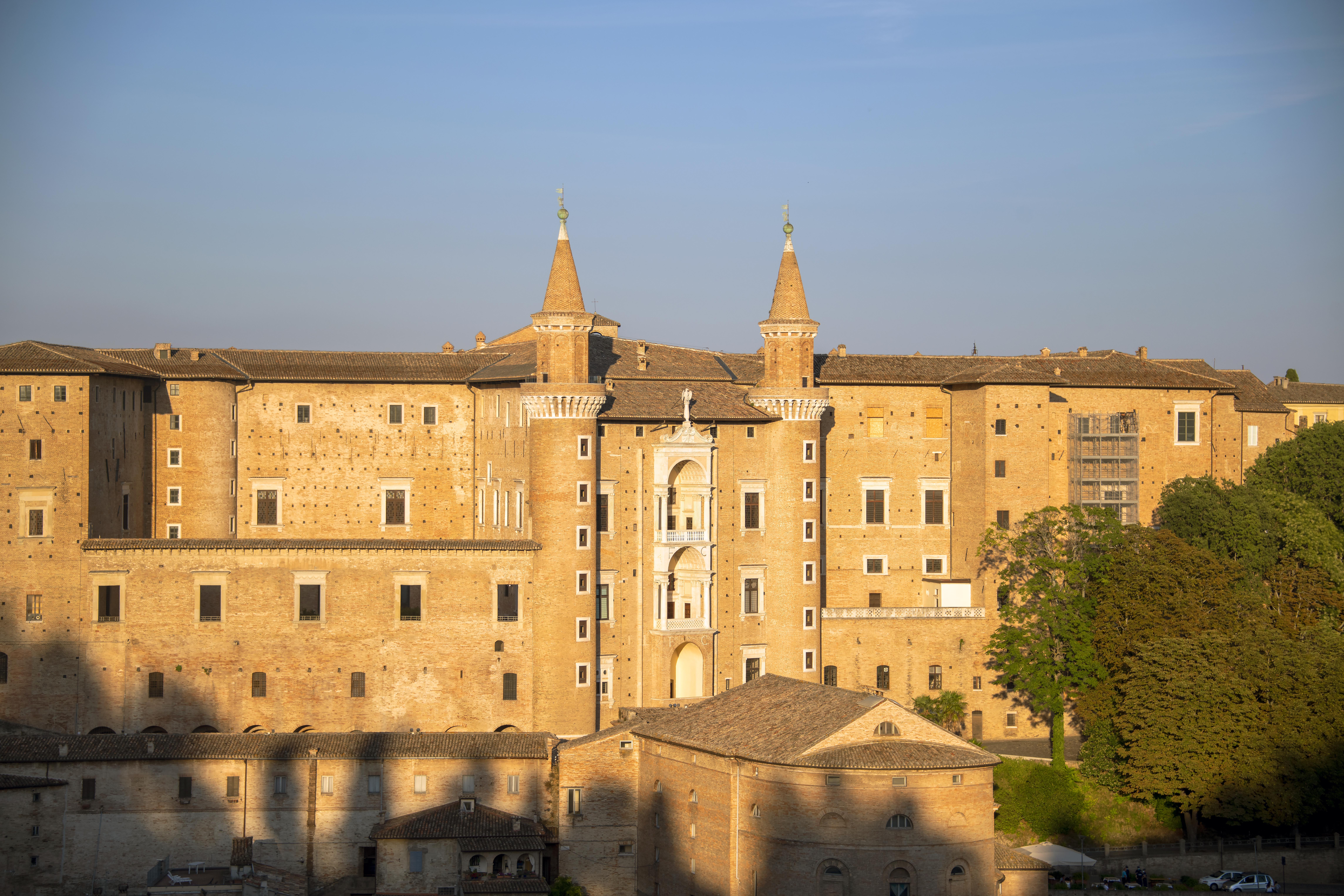
公爵宮

公爵宮（義大利語：Palazzo Ducale）是位於義大利馬爾凱大區城市烏爾比諾的一座文藝復興時期的建築，這座建築也是義大利最重要的古蹟建築之一，1998年被列入世界文化遺產名單。公爵宮建築由多位意大利建築師（可能包括多納托·伯拉孟特）為費德里科·達·蒙特費爾特羅修建於15世紀中葉，直到20世紀初期都作為政府辦公樓使用。在經過整修之後，公爵宮在1985年重新對遊客開放。國立馬爾凱美術館（Galleria Nazionale delle Marche）位於該宮殿中。

## 圖集

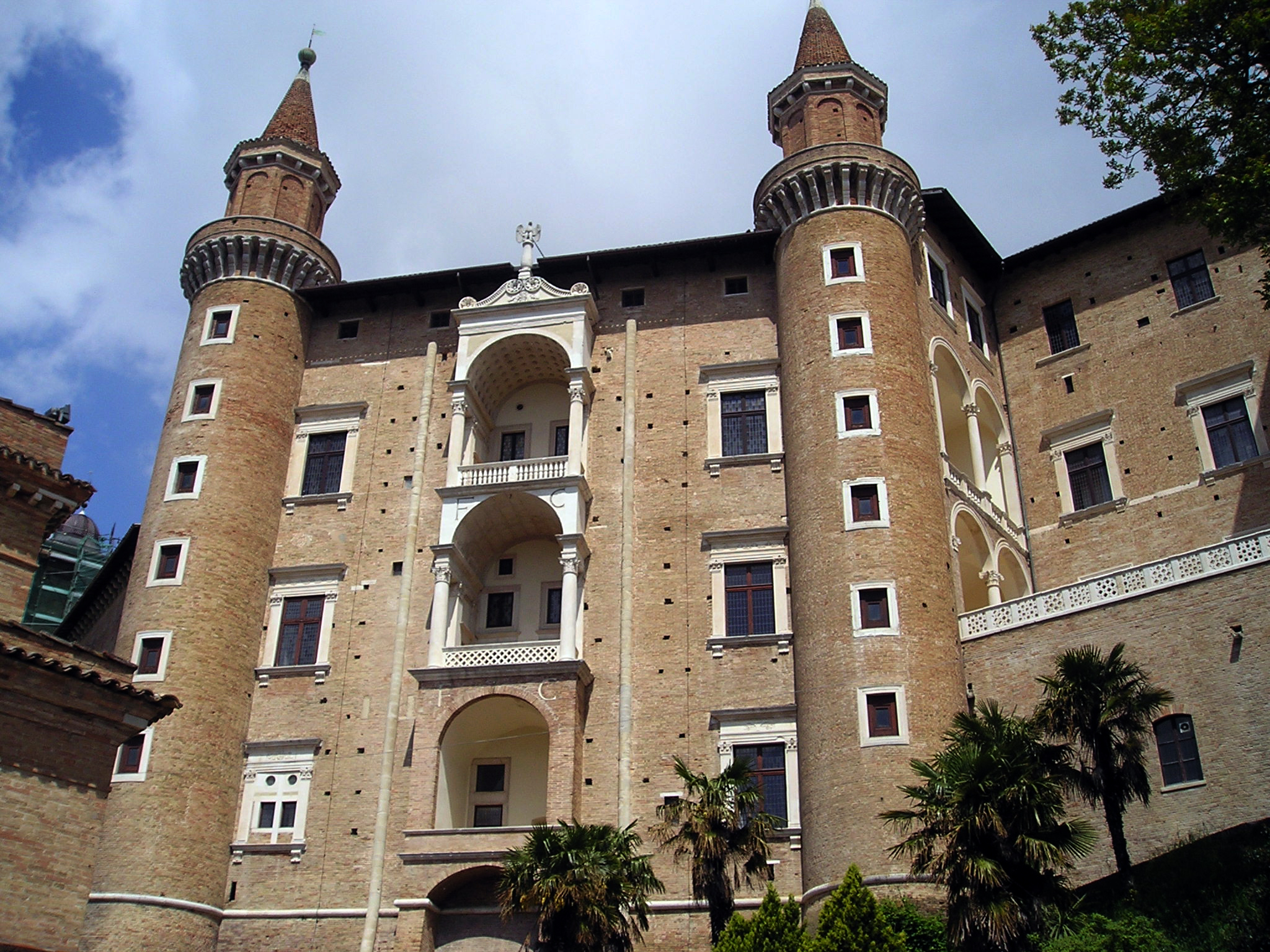
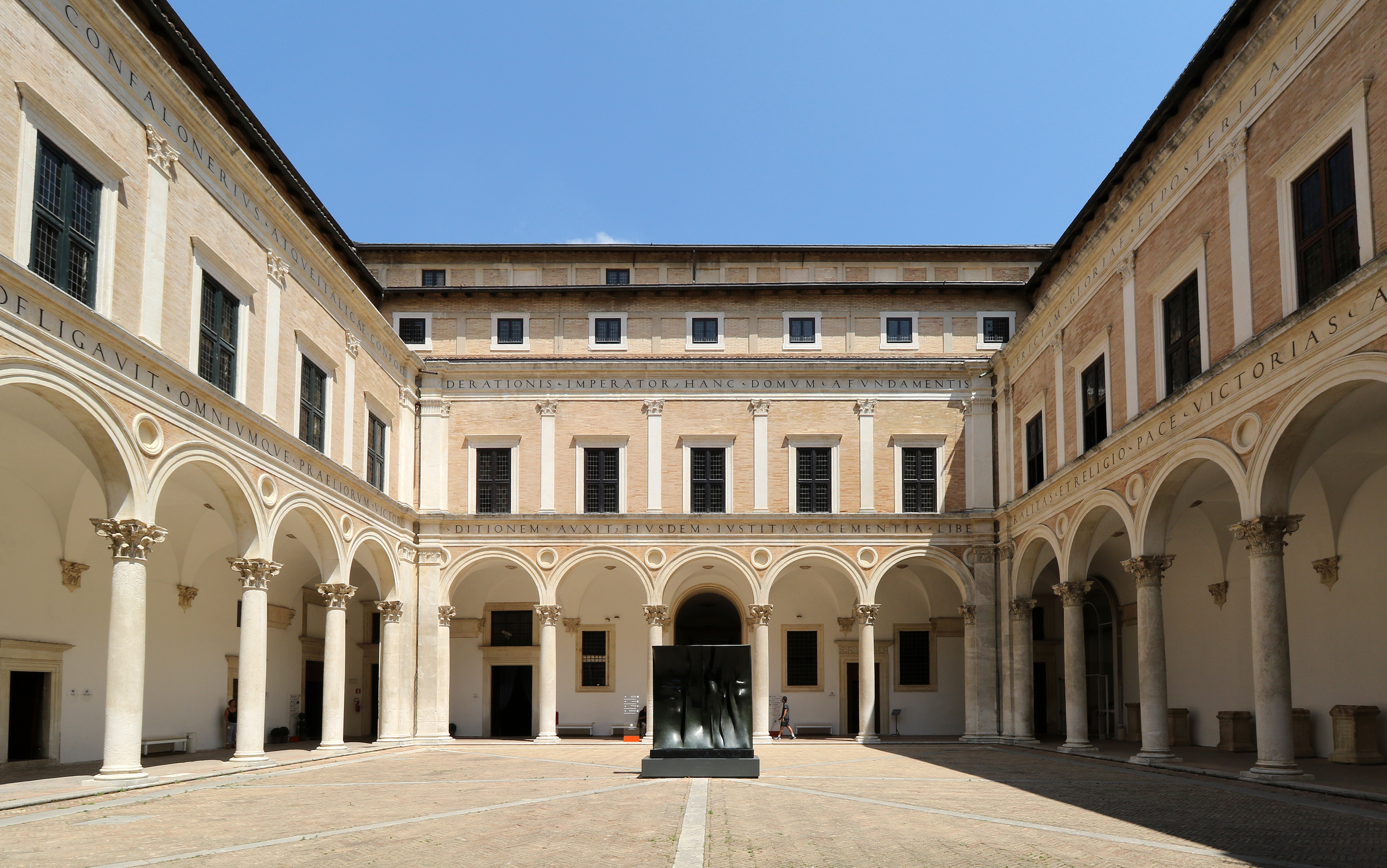
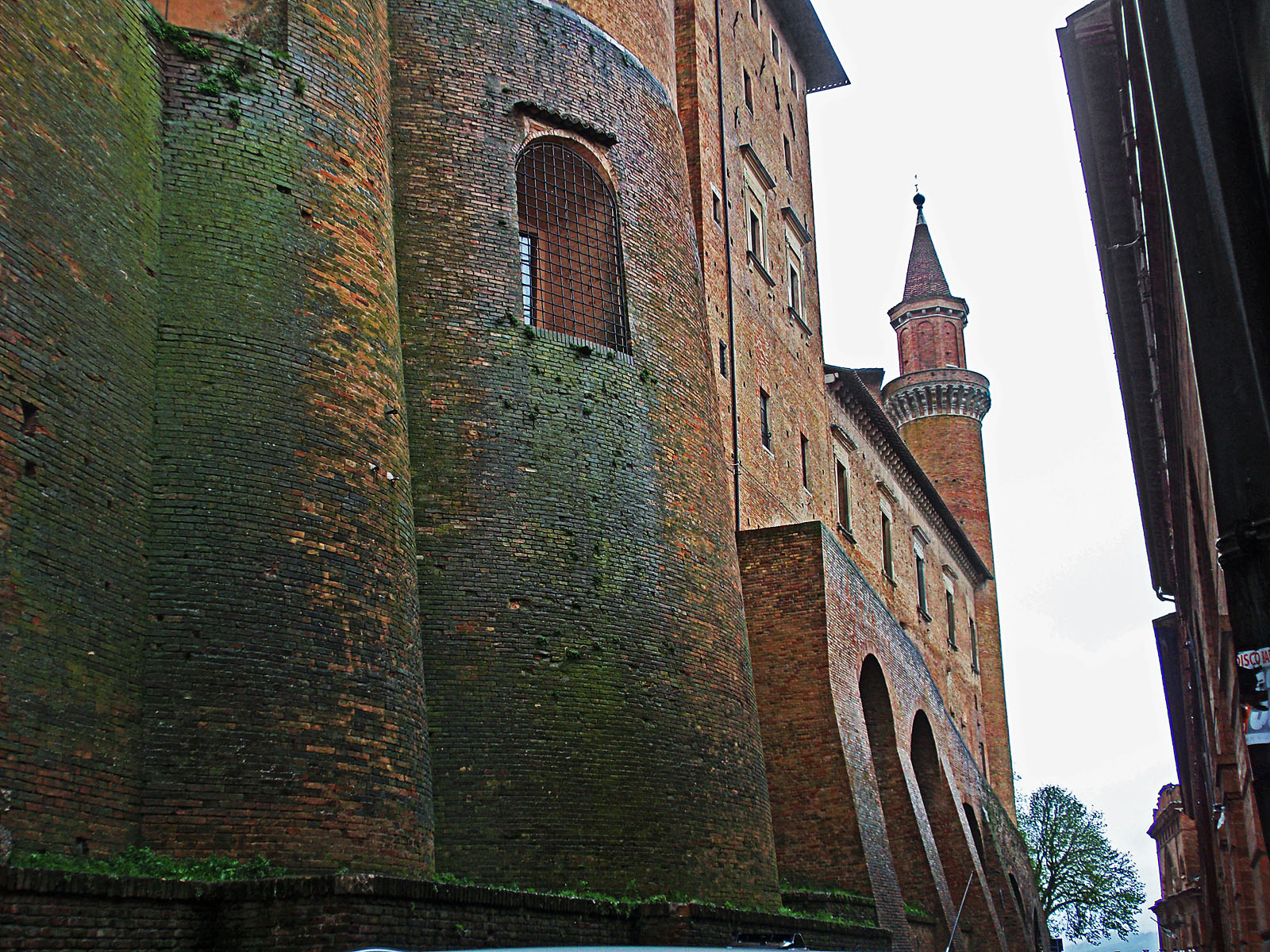
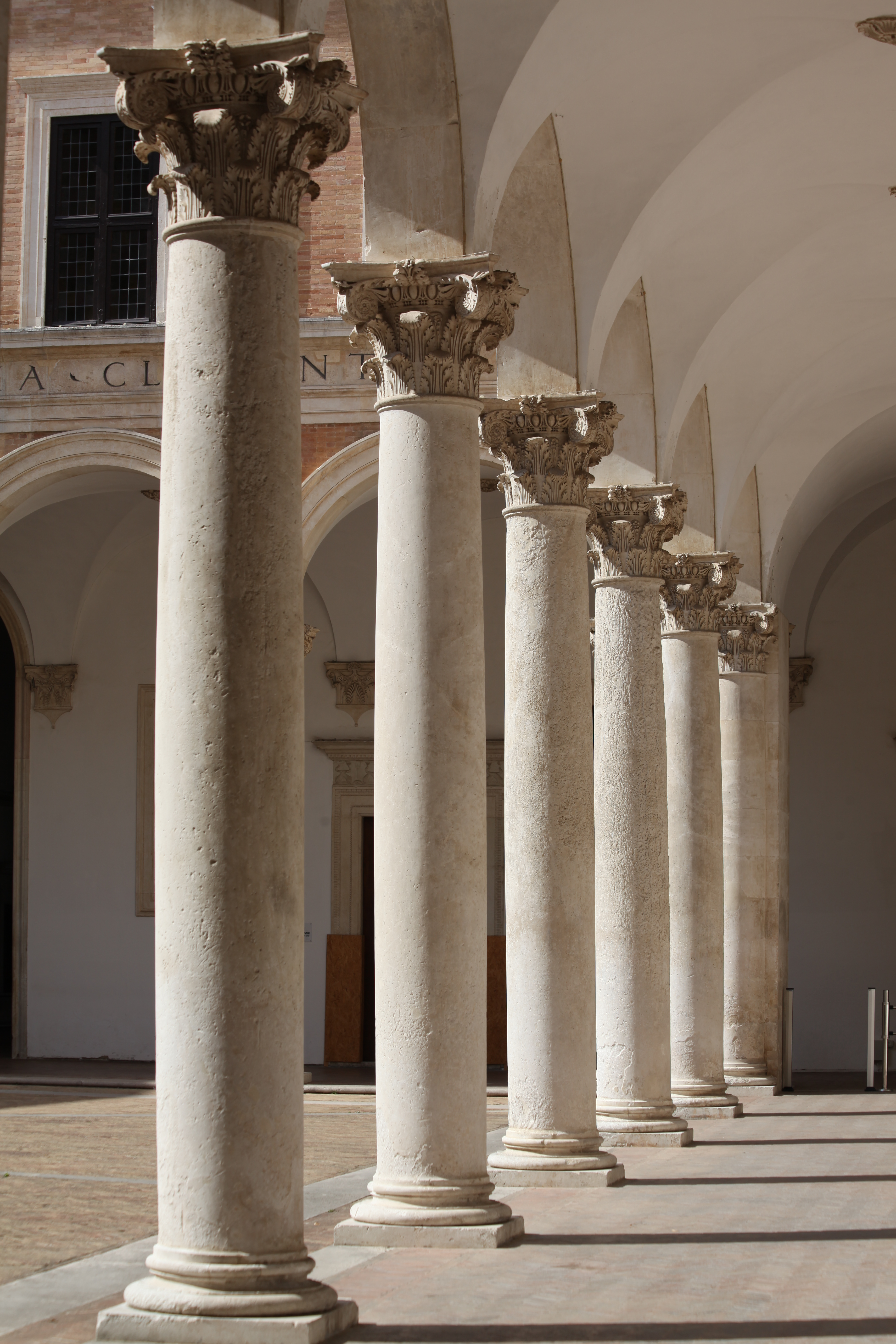
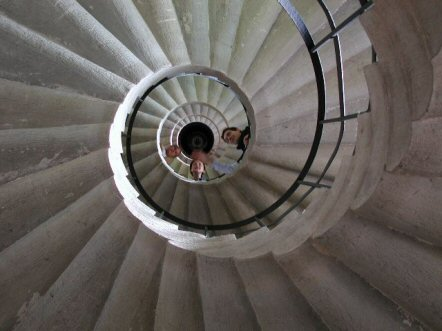
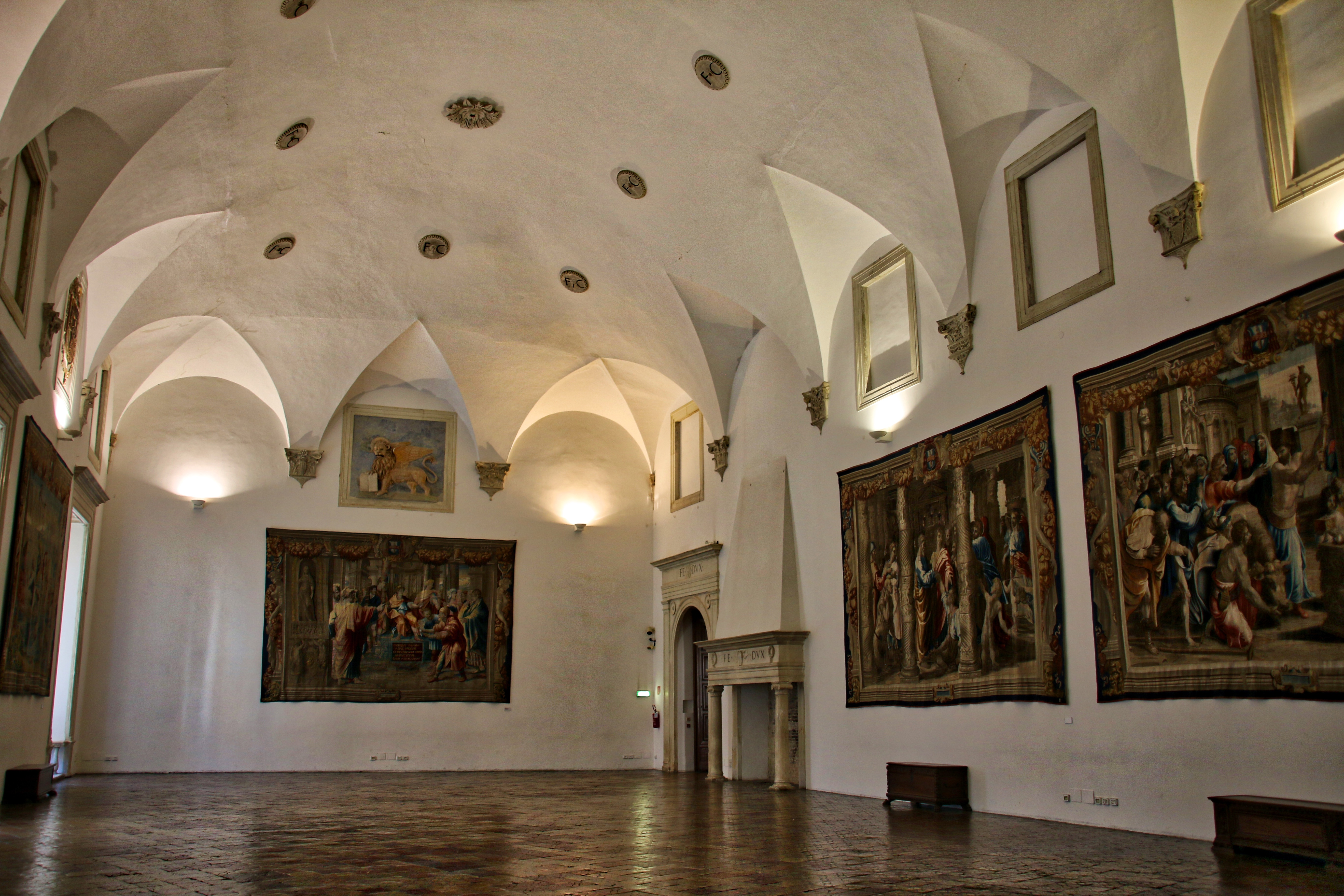
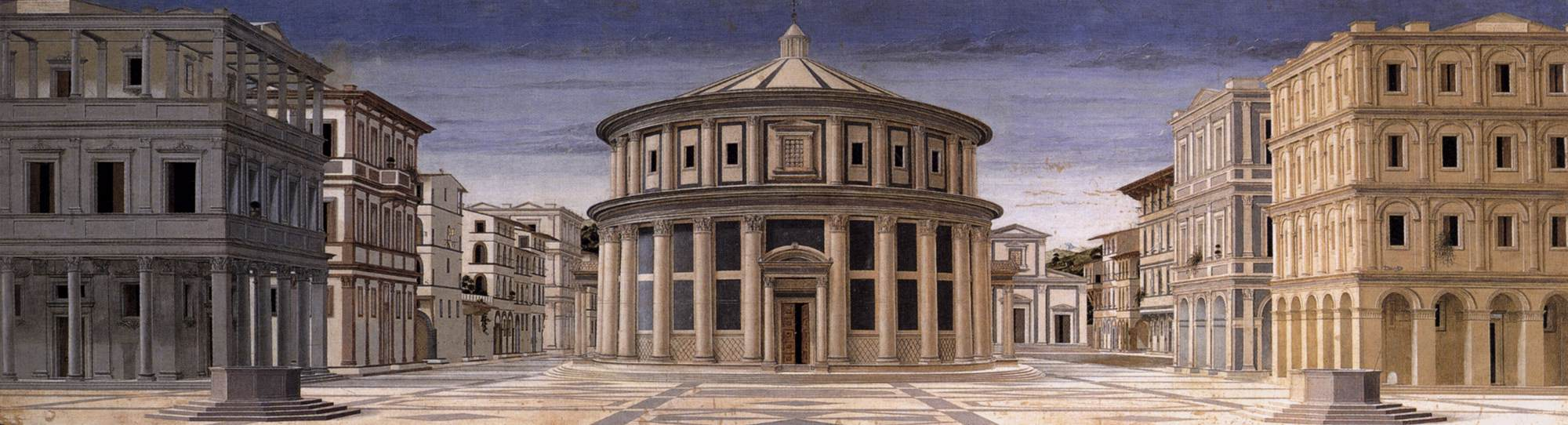
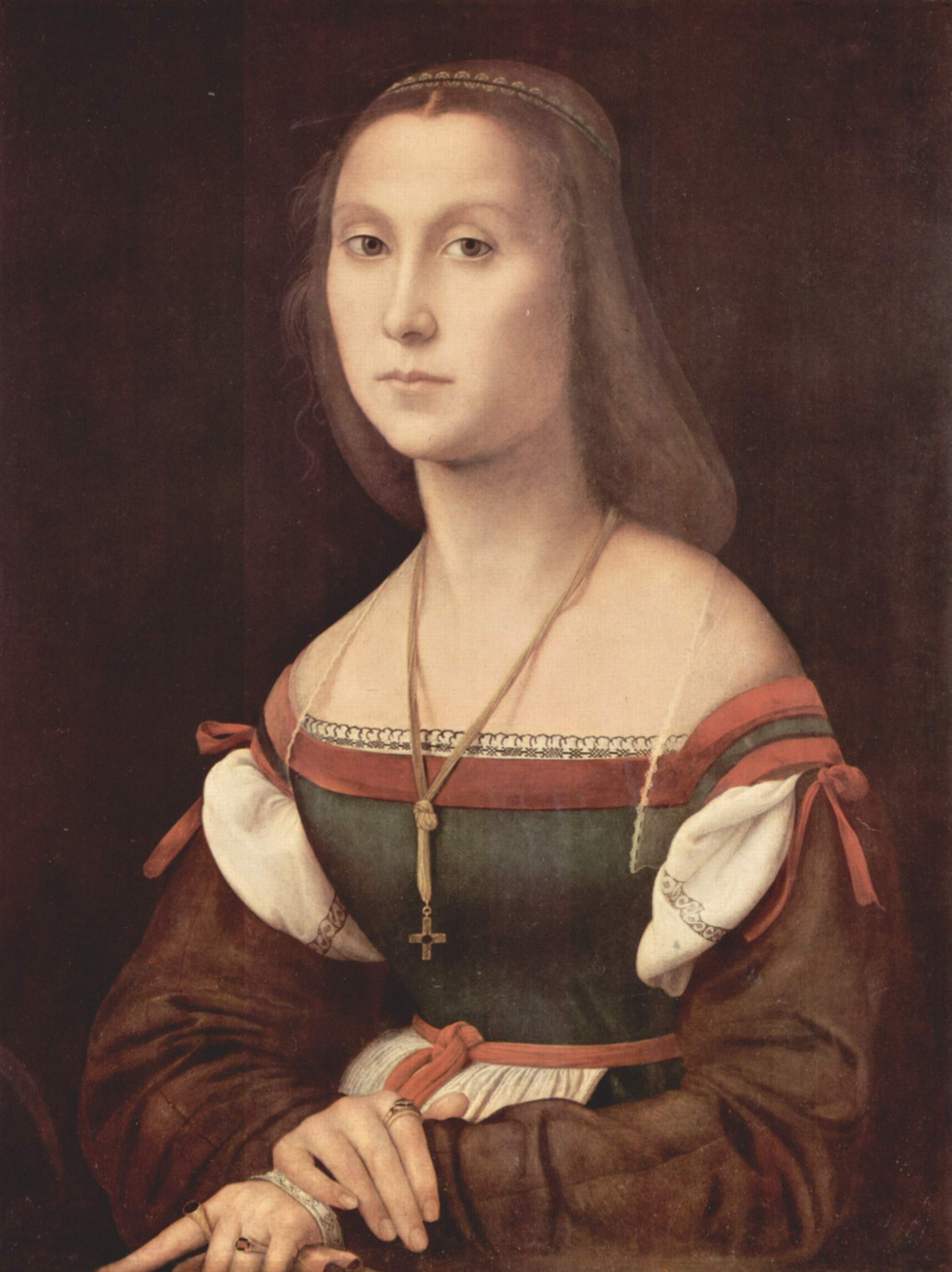
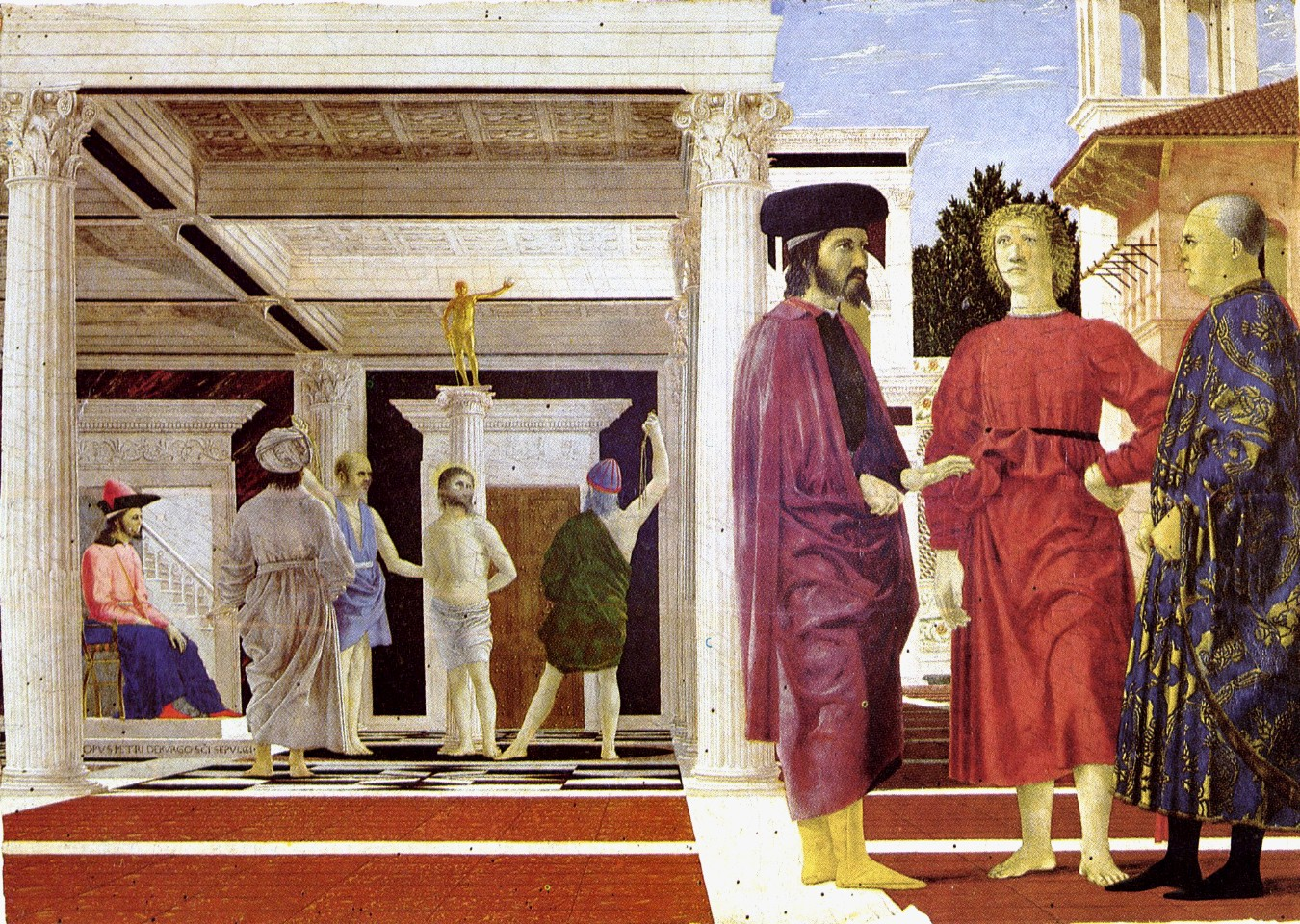
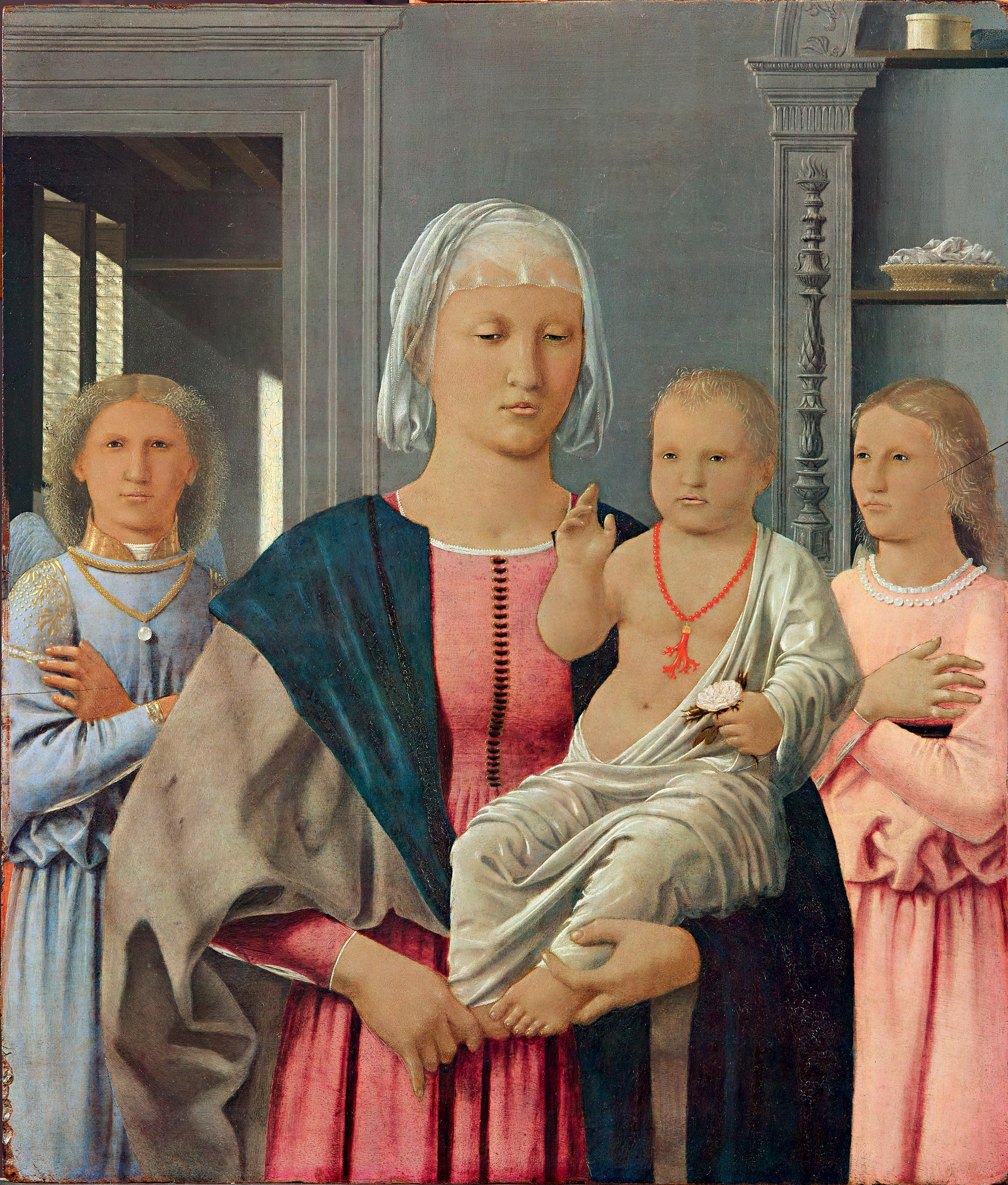
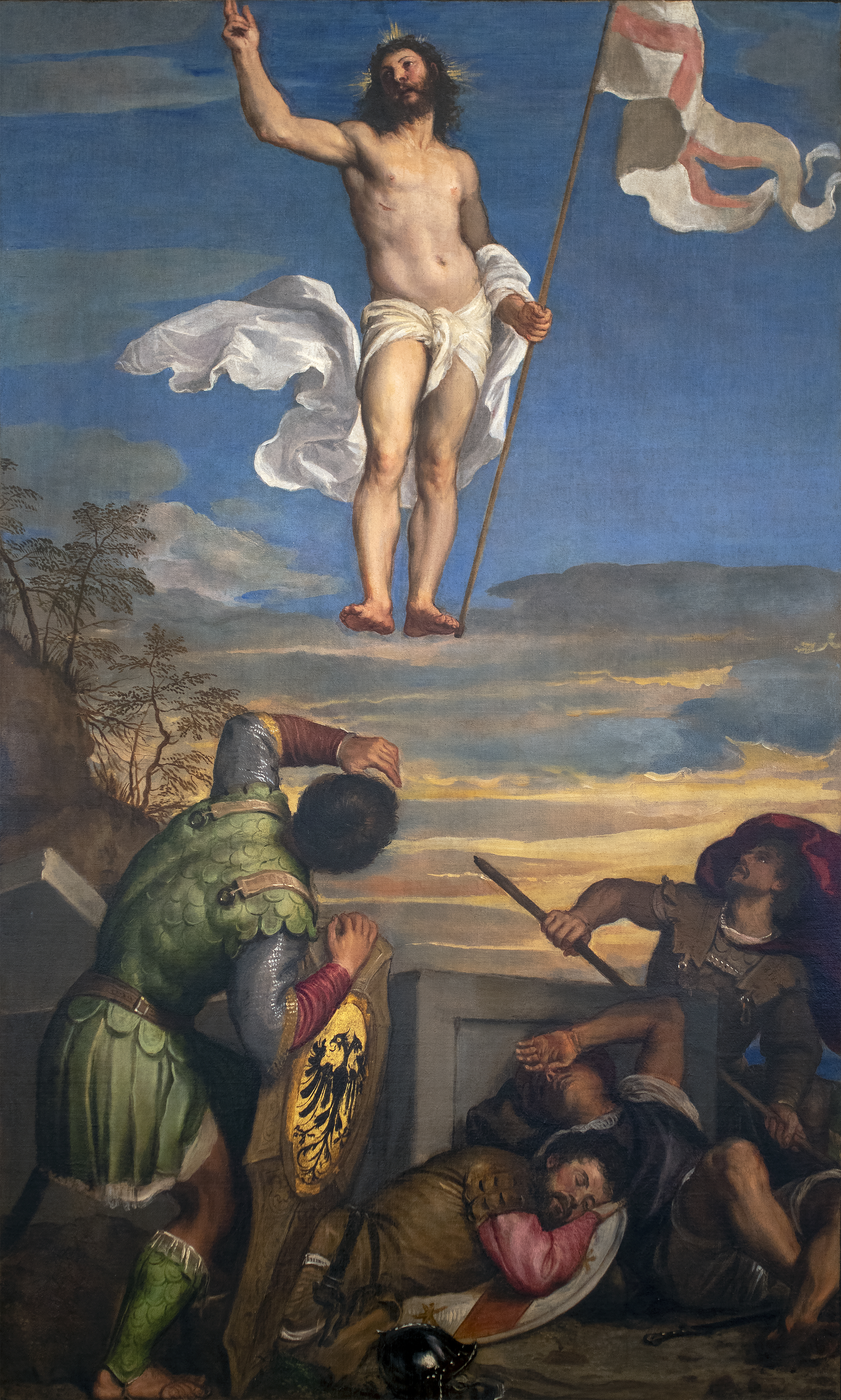
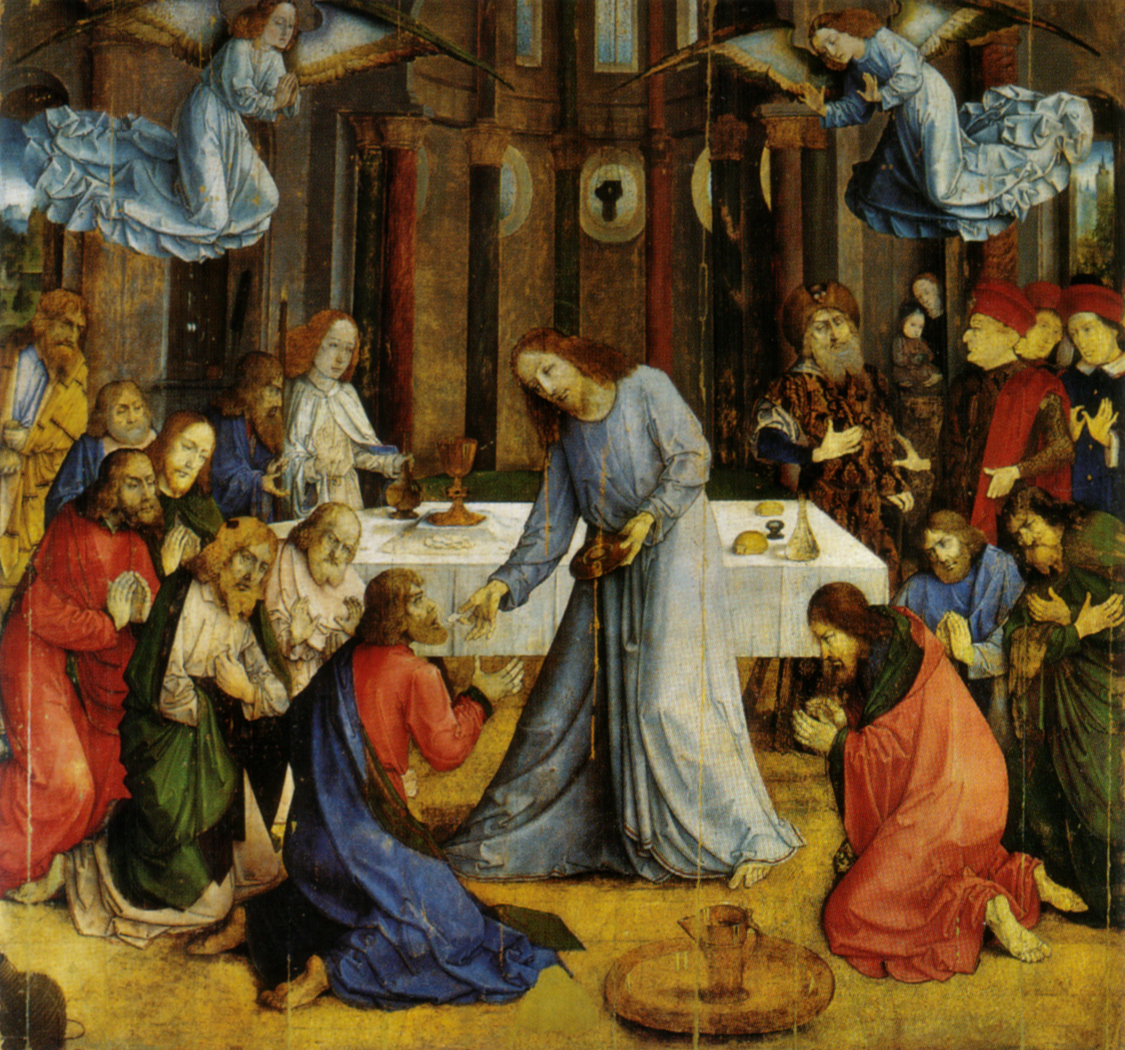
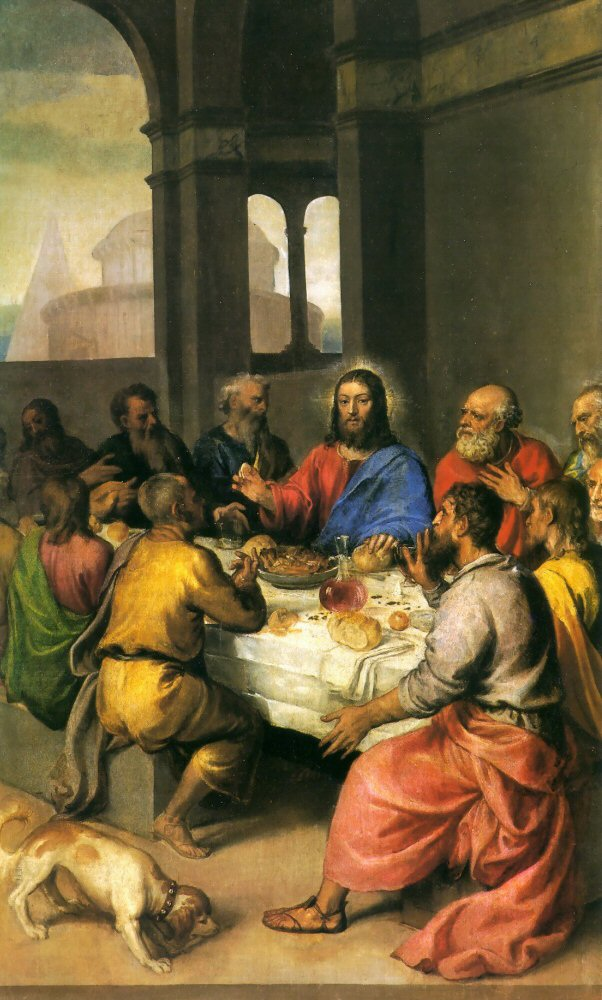
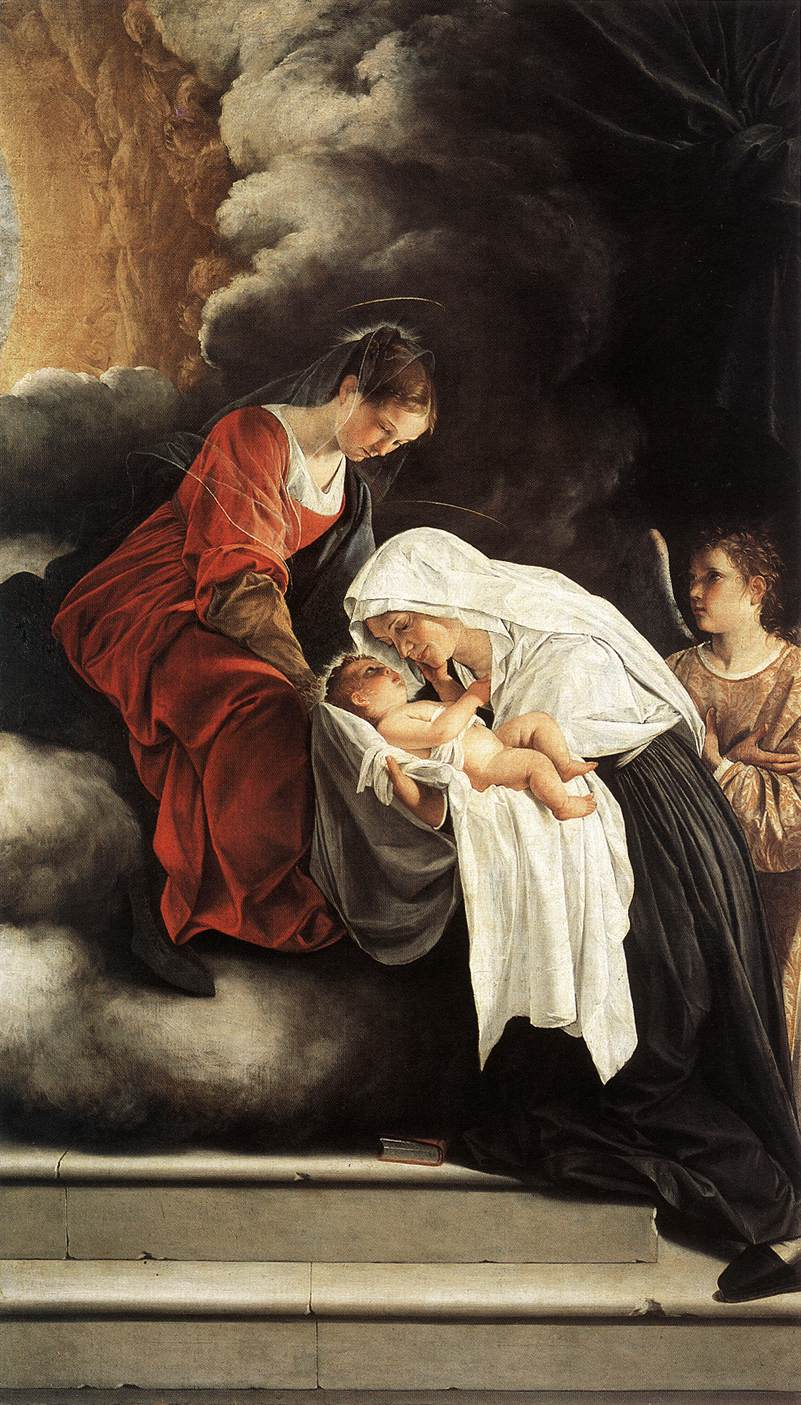
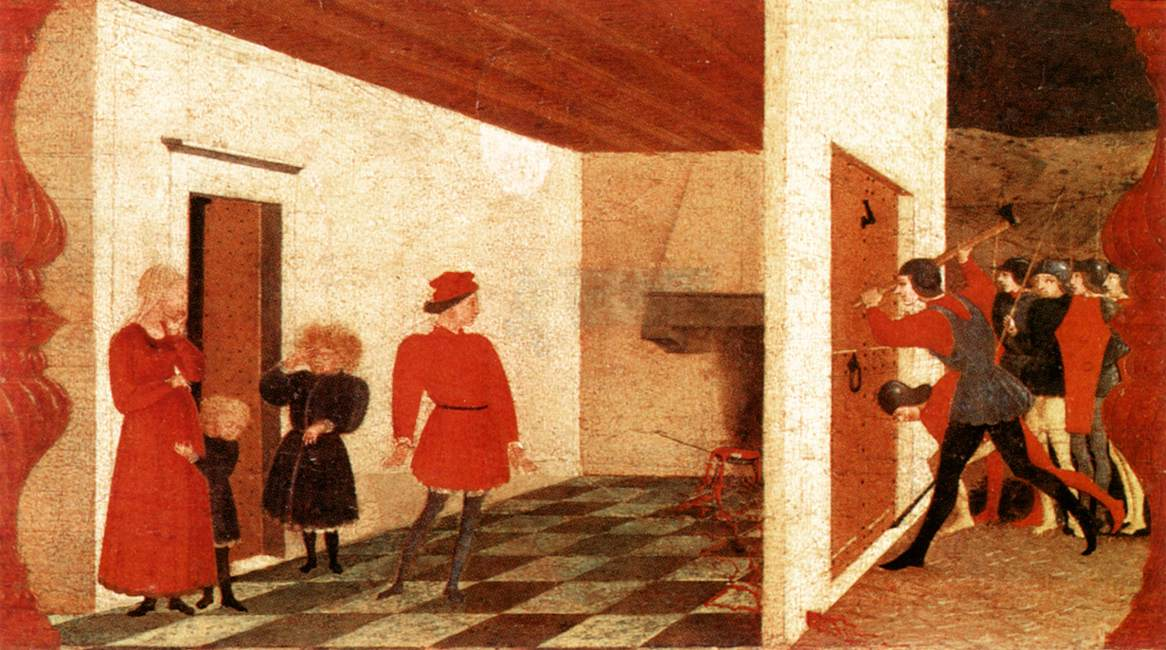
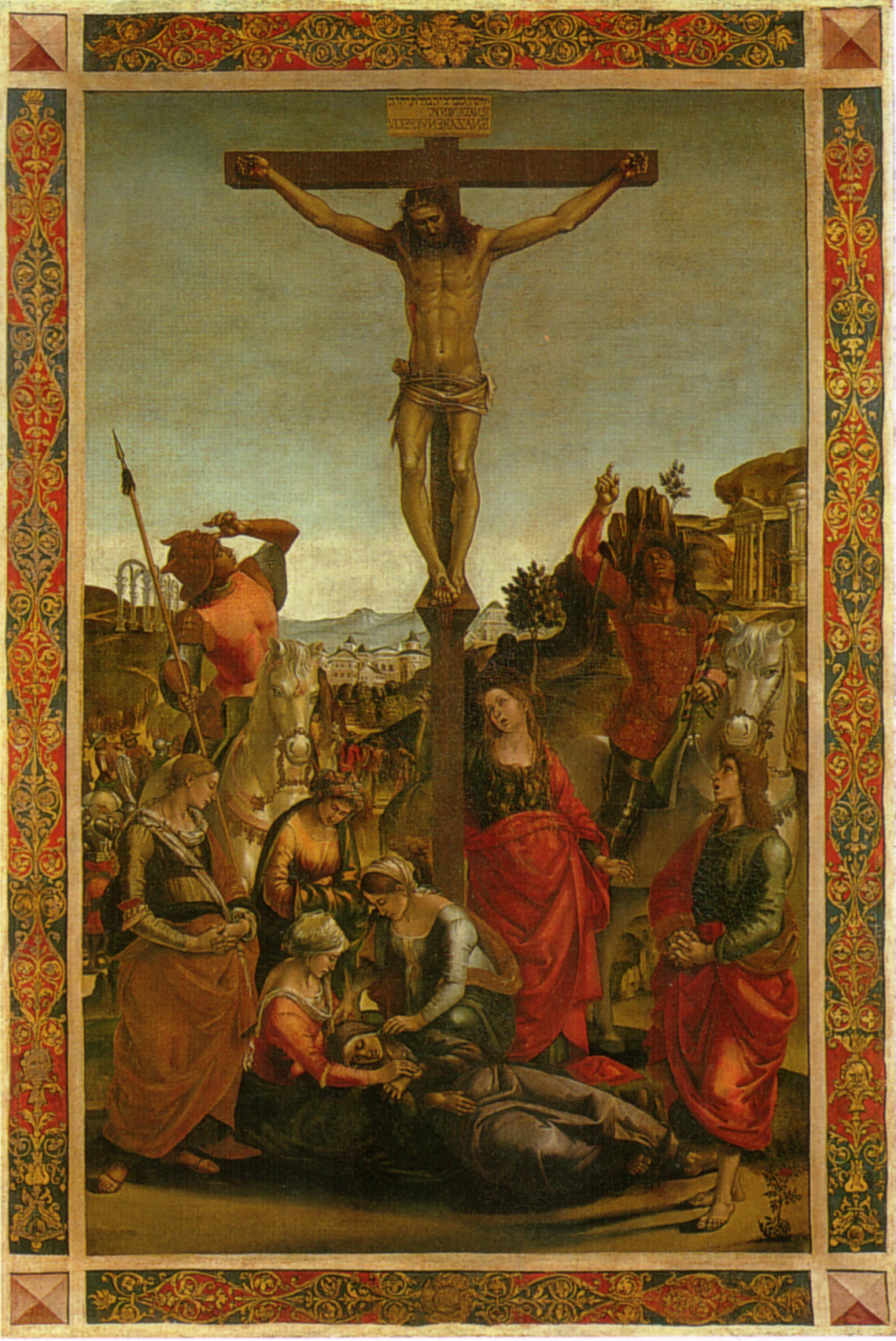
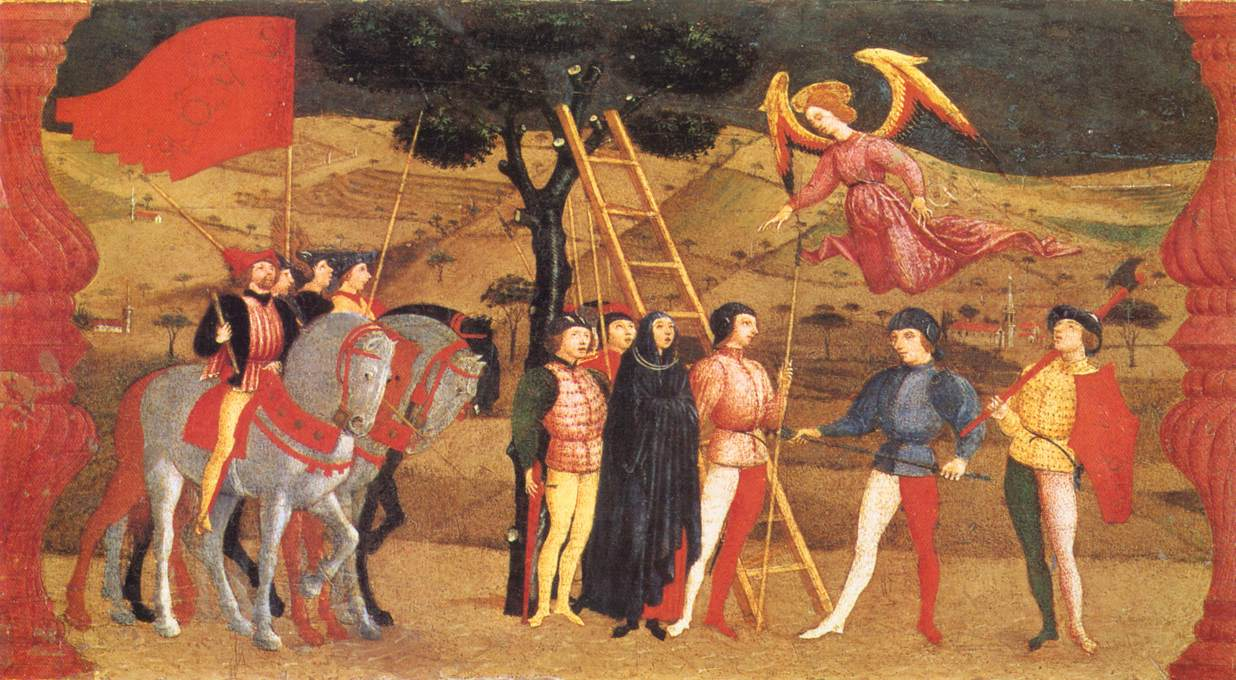
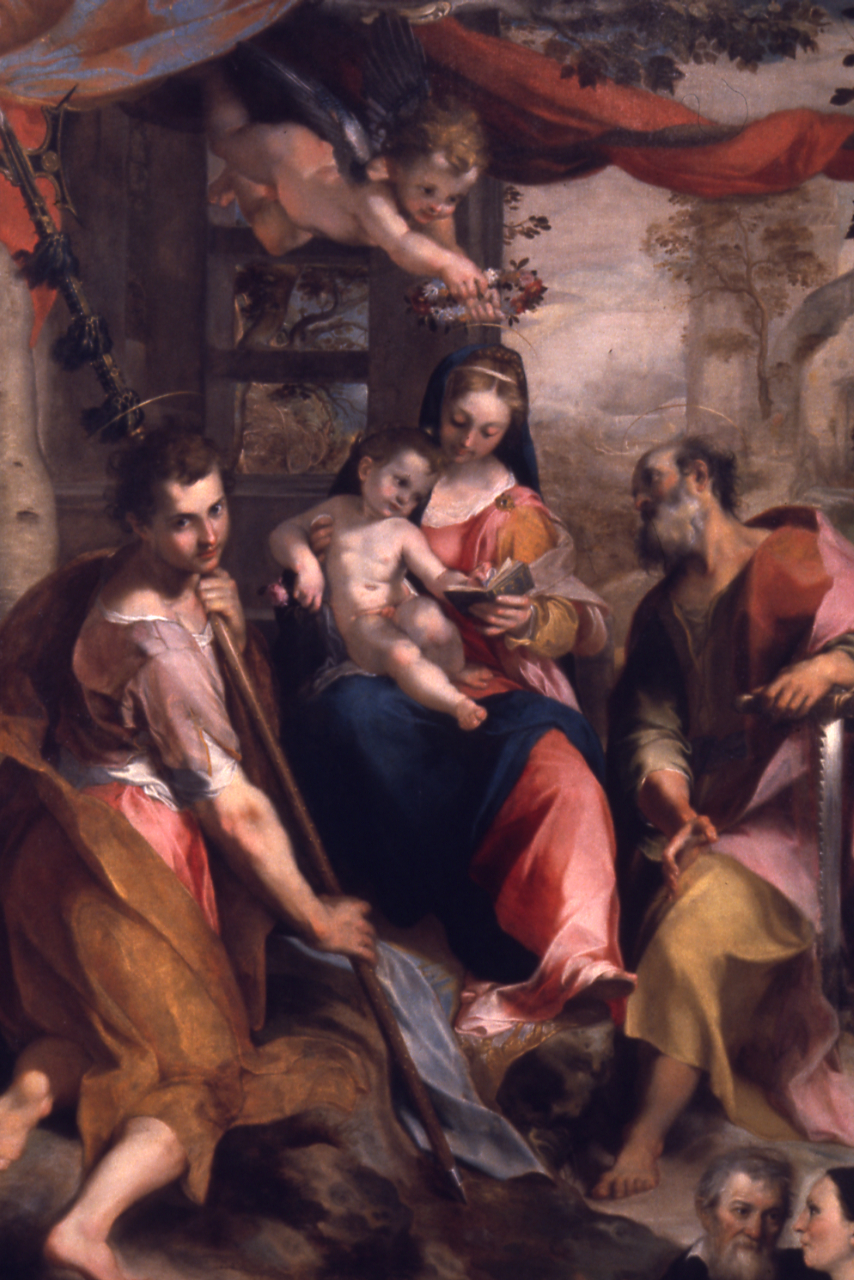
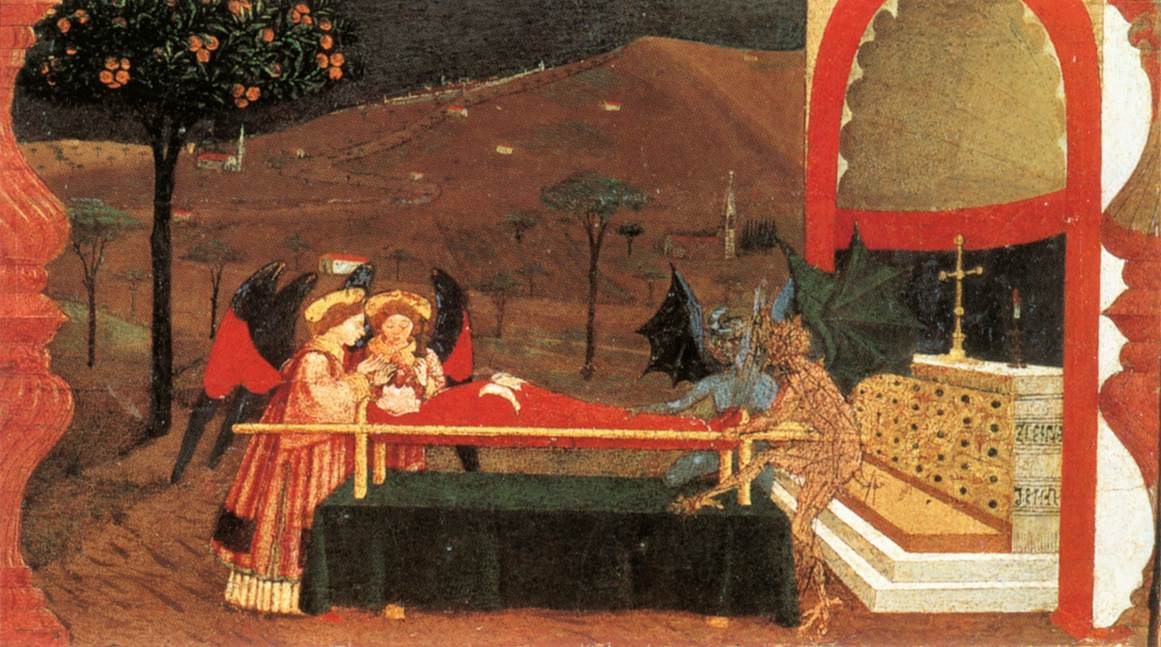

## 外部連結
- Studiolo （页面存档备份，存于）